# Hoplia bruchoides
Hoplia bruchoides är en skalbaggsart som beskrevs av Leon Fairmaire 1903. Hoplia bruchoides ingår i släktet Hoplia och familjen Melolonthidae. Inga underarter finns listade i Catalogue of Life.